# 黃添喜
黃添喜（英語：Perry Tian Hee Ng；1996年4月27日—）是一位英格蘭足球運動員，司職後衛。他現在效力於英格蘭足球冠軍聯賽球隊卡迪夫城。

## 球會生涯

### 克鲁
黃添喜生於利物浦，在克鲁學習踢球10年後，於2014年5月14日獲得一份職業合約。同年11月1日英甲賽事對克劳利镇的比賽，他入選參賽名單但只是沒有上場的替補球員，而比賽亦以1-1打平。
2015年1月30日，他被外借至英格蘭足球全國聯賽北球會海德联。2月7日首次生涯職業上場參加以1-3輸給波士頓聯的比賽，他踢滿全場90分鐘。隨後他的外借期兩度被延長，最終外借期為至球季結束。他在海德联期間他共上場13次，全是首發上場，並在3月14日打進首顆進球使球隊以1-1追平哈洛格特鎮。
2015年11月27日作客奥尔德姆的比賽，黃添喜首次代表克魯上場，在補時階段換下瑞安·科尔克拉夫。2016年5月5日，他首次在克魯先發上場，參加對伯顿阿尔比恩的比賽。
2017年5月22日，他與球會續約一年，並按上場次數延長一年。8月22日主場對纽波特郡的比賽，他在17分鐘內獲得兩面黃牌而被罰離場，10人應戰的克魯最終以1-1打和。9月9日對切斯特菲尔德的比賽，他打進在克魯首顆進球，助球隊以5-1大勝。
2018年1月3日，黃添喜因為在2017年12月30日對剑桥联的比賽無球侵犯贾波·伊贝赫尔而被追罰停賽四場。2018年3月10日，他以左腳攻破史提芬納治球門取得入球，而該球亦被當選為英乙三月最佳進球。
黃添喜當選球會18/19年度最佳球員和足球先生。19/20球季，他幫助球隊取以第二名成績獲得自動晉級至英甲的資格。2020年9月，他與隊友查利·柯克一起入選英乙PFA年度最佳陣容。
2020年11月28日對車頓咸的比賽，黃添喜因為吐痰違反足總條例而被罰停賽六場。

### 卡迪夫城
2021年1月19日，黃轉會至英冠球會卡迪夫城，轉會費據報為35萬鎊，可按條款增至50萬鎊。1月20日，加盟第二天便代表新球隊上場，參加主場1-0不敵女王公园巡游者的比賽。

## 國家隊生涯
由於祖父是新加坡人，使黃添喜有資格代表新加坡參賽。在2017年5月一次訪問中，提到他希望代表新加坡，而新加坡足球協會亦曾聯絡他。
2024年9月上旬提交新加坡國籍申請。

## 外部連結
- Soccerway資料庫：黃添喜